# Robert Hiltzik
Robert Hiltzik est un producteur et réalisateur américain notamment connu pour sa série de films : Sleepaway Camp (Massacre au camp d'été).

## Filmographie
- Sleepaway Camp
- Blood Camp